# Citroën Jumper

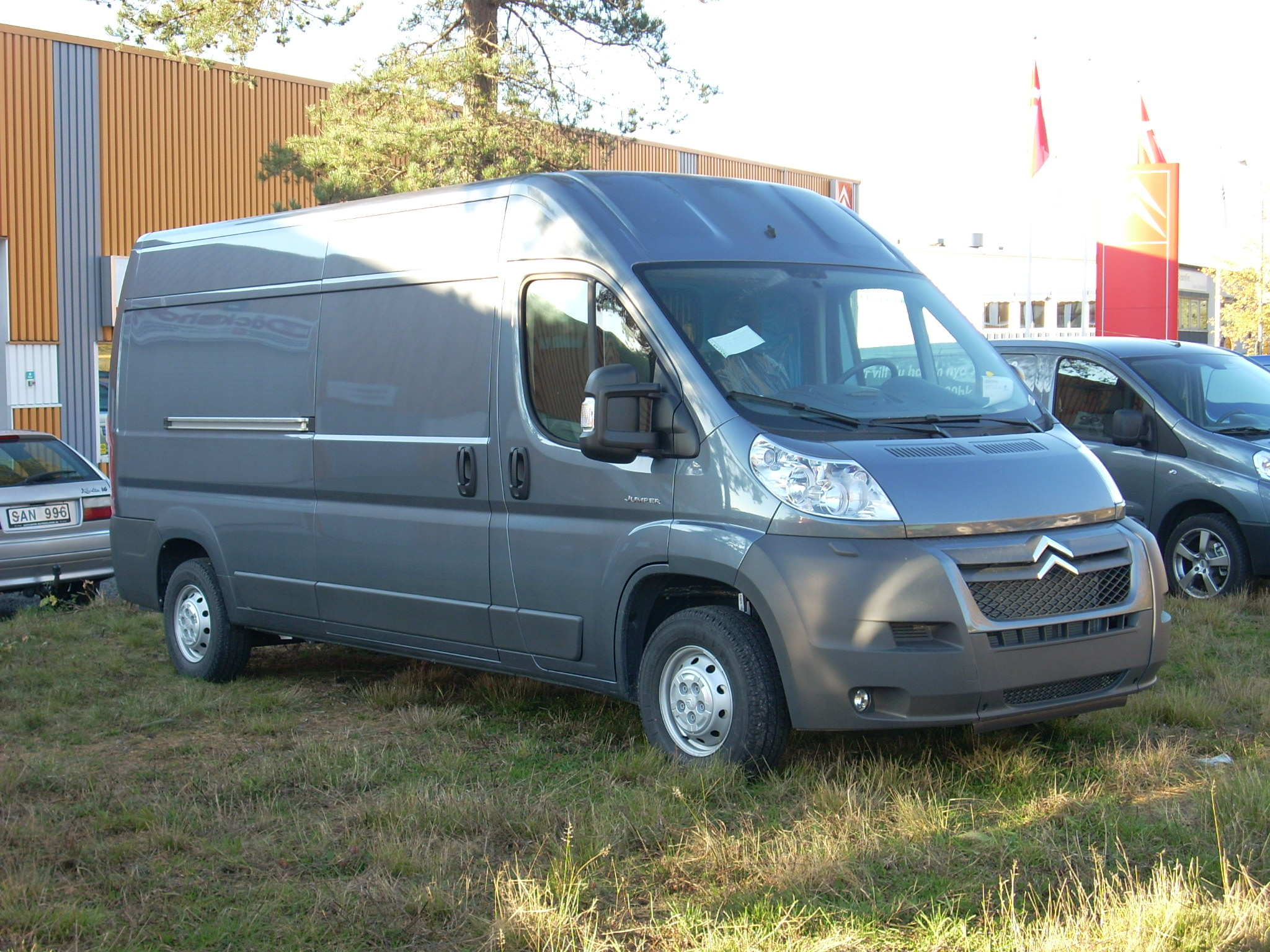
Citroën Jumper från 2007.

Citroën Jumper är ett nyttofordon i samma storleksklass som exempelvis Renault Master och Ford Transit. Jumper debuterade som modellnamn 1994 och ersatte då C25-modellen. 2002 kom en mildare ansiktslyftning och 2006 presenterades en helt ny modell. Citroën Jumper kom till i samarbete med Peugeot och Fiat, vars modellderivat Boxer och Ducato är näst intill identiska, både tekniskt och utseendemässigt. Jumper erbjuds både som täckt skåpbil med olika takhöjder och axelavstånd, som inredd minibuss för persontransport och som pickup med flak. På vissa marknader säljs modellen som Citroën Relay.